# Waterschapsbrieven
Waterschapsbrieven zijn obligatieleningen uitgegeven door een waterschap. De uitgifte geschiedde meestal ter financiering van de onderhoud van de dijken. Veelal werden deze brieven uitgegeven om een jaarlijkse rente te verkrijgen (vergelijkbaar met de huidige ouderdomsrente), sommige van deze leningen zijn eeuwigdurende obligaties.
Bekende leningen zijn uitgegeven door Hoogheemraadschap van den Lekdijk Bovendams (hiervan zijn er nog 5 stuks van bekend) en door de voorgangers van Waterschap Zeeuwse Eilanden.